# Усадьба купца М. Н. Смирнова
Усадьба купца М. Н. Смирнова — памятник архитектуры в историческом центре Нижнего Новгорода. Усадебный комплекс возведён во второй половине XIX века. Автор проектов зданий не установлен. 
В состав комплекса усадьбы входят два здания: главный усадебный дом и бывший флигель. Является частью исторической застройки старинной Ильинской улицы.           

## История
Исторически здания № 20 и 20А по улице Ильинской входили в усадьбу купца М. Н. Смирнова. Возведены во второй половине XIX века. Двухэтажный главный дом, вплотную примыкающий к зданию под № 18, был выстроен в кирпичном стиле. Флигель повторяет архитектуру главного дома.
М. Н. Смирнов значился владельцем усадьбы и в 1900 году. В начале XX века главный дом был соединён в единое целое с небольшим корпусом каменных погребов. Во флигеле размещался склад, который фиксировался как складское помещение и в 1920-х годах.      

## Архитектура
Усадьба выстроена в кирпичном стиле. Главный усадебный дом двухэтажный каменный, окрашен по кирпичу. Плоскости стен из красного кирпича дополнены белыми деталями. На фасаде здания, под карнизом, установлен ряд кронштейнов, в том числе и над угловыми пилястрами. В простенках окон второго этажа также имеется по две пилястры, по оси окон — трёхчастные веерные замковые камни. Под окнами в нишах расположены прямоугольные филенки. Декор двухэтажного усадебного флигеля аналогичен декору главного дома.             